# Sochorov
Sochorov je přírodní památka poblíž obce Herálec v okrese Havlíčkův Brod v nadmořské výšce 512–518 metrů. Oblast spravuje Krajský úřad Kraje Vysočina. Důvodem ochrany je lokalita s výskytem chráněných druhů rostlin a živočichů jako je čolek obecný (Lissotriton vulgaris), čolek horský (Ichthyosaura alpestris) nebo čolek velký (Triturus cristatus). 